# 김인찬

김인찬(金仁贊. 1336~1392년)은 고려 충숙왕 후 5년 함경도 북청에서 출생하였다. 이성계를 도와 조선을 개국하여 조선 개국일등공신(총20명)이 되었고 보조공신 중추원사, 의흥친군위 동지절제사에 오르고 益和군으로 봉해진 문과 과거 급제(1357년 공민왕 5년 22세의 나이로 진사에 합격) 출신 무신이다.  자는 의지(義之)이고, 호는 의암(毅菴)이며, 양근 김씨(楊根金氏)의 시조이다. 김녕 김씨(金寧金氏)에서 분적하였다고 한다.
신라시대의 마지막 국왕인 경순왕(敬順王)을 시조로 하는 경주김씨 후손으로 대안군 은열(殷說)이 14대 조이며, 김녕군(金寧君) 시흥(時興)이 8대 조이다. 고조 김문제(金文齊)는 전라도(全羅道) 관찰사(觀察使), 증조 김일성(金鎰成)은 목사(牧使)였으며, 도승지(都承旨) 개령군(開寧君) 김천익(金天益)(祖父)의 손자이다. 아버지 안변 목사(安辺 牧使) 김존일(金存一)과 어머니 해주 오씨(海州吳氏) 사이에서 넷째 아들로 태어났다.

## 생애
1336년(충숙왕 후 5년) 함경도 북청에서 태어나 1357년(공민왕 5년) 문과 과거시험에 급제하였고, 1376년(우왕 2년)에 북청천호(北靑千戶)로 선정을 펼치면서 해동청을 고려 조정에 헌상하였다.
1383년(우왕 9) 이성계(李成桂)가 동북면에서 안변으로 오던 중 밭 한가운데 뽕나무 위의 비둘기 두 마리를 활로 쏘아 떨어뜨리자, 길가 밭에서 김을 매고 있던 김인찬(金仁贊)과 한충(韓忠)이 이를 보고 감탄하여 이성계의 부하가 되었다.
1388년(우왕 14) 이성계를 따라 위화도에서 회군한 뒤, 1390년(공양왕 2) 밀직부사(密直副使)의 직위로 공양왕 옹립공신에 책봉되었고, 1390년 4월에는 위화도 회군공신에 녹훈되었고, 1392년(공양왕 4) 동지밀직사사(同知密直司事)에 재수되었다.
1390년 조선 개국의 공으로 보조공신(補祚功臣) 중추원사(中樞院使) 의흥친군위 동지절제사(義興親軍衛 同知節制使) 익화군(益和君)에 봉(封)해져 태조 이성계의 친병을 통솔하는 책임을 맡았으나 곧 죽었다. 죽은 뒤 개국일등공신(開國一等功臣)에 책록되고, 문하시랑 찬성사(門下侍郞 贊成事)에 추증되었다. 시호는 충민(忠愍)이다.

## 졸기
중추원사(中樞院使) 김인찬(金仁贊)이 졸(卒)하니, 임금이 조회를 3일 동안 폐하고, 문하시랑 찬성사(門下侍郞 贊成事)를 증직(贈職)하고, 유사(有司)에게 명하여 예장(禮葬)하게 하였다. 인찬(仁贊)은 본관(本貫)이 양근(楊根)인데, 무재(武才)가 있었다. 임금을 잠저(潛邸) 때부터 따라 시위(侍衛)의 공로가 있었으며, 개국(開國)할 때에 당하여 임금을 추대하는 데 참예하였다.

## 가족관계
- 고조 : 김문제(金文齊), 충숙왕 때 문과 급제, 전라도(全羅道) 관찰사(觀察使)
- 증조 : 김일성(金鎰成), 고려 충목왕 때 개성부윤(開城府尹), 목사(牧使)
- 조부 : 김천익(金天益), 고려 충정왕 때 도승지(都承旨), 화령도(和寜道) 상원수(上元帥), 개령군(開寧君)
  - 부 : 김존일(金存一), 공민왕 때 문과전서(文科典書), 안변목사(安辺牧使), 증(贈)숭정대부(崇政大夫) 문하시랑(門下侍郞) 찬성사(贊成使)
  - 모 : 해주오씨(海州吳氏)
    - 부인 :  정경부인(貞敬夫人) 밀양 박씨･파평 윤씨

## 후예
- 장남 김귀룡 상장군 의금부사 세습영화군
- 차남 김기룡 가선대부 이조참판

- 3자 김검룡 호익순위사우령 산원훈련원도감
- 4자 김종남 대광보국숭록대부 의정부 영의정
- 손자 김영수 가선대부 호조참판
- 손자 김효충 호조참판 의금부사
- 고손자 김이갱 성종조 익성군에 봉군
- 김만일 종1품 승정대부 헌마공신
- 10세 손 김만석 御侮將軍으로 이십공신회맹제 참석

## 저서
- 《용의 형제들》 이성계의 개국을 도운 킹메이커 김인찬 장군 일대기. 유현종 역사소설.  2012 김영사
- 《개국일등공신 익화군 김인찬》 2015년 역사학자 김성태 편저

1. ↑  한국민족문화대백과사전